# 2018년 대한민국의 영화 목록
다음은 2018년에 개봉됐던 대한민국의 영화 목록이다.

## 개봉작
일자가 색으로 칠해져 있는 영화는 개봉된 영화를 의미한다. 개봉일은 대한민국 기준.

### 상반기
| 개봉일 | 개봉일                          | 제목                                                                        | 제작/배급                                                                 | 출연/제작진                                             | 장르           |
| ------ | ------------------------------- | --------------------------------------------------------------------------- | ------------------------------------------------------------------------- | ------------------------------------------------------- | -------------- |
| 1 월   | 11일                            | 〈스타박'스 다방〉                                                          | 온난전선 드림팩트엔터테인먼트                                             | 감독 이상우 출연 백성현, 이상아, 서신애                 | 다큐멘터리     |
| 1 월   | 17일                            | 〈B급 며느리〉                                                              | 영화연구소 에스와이코마드, 글뫼(주)                                       | 감독 주지홍 출연 김진영, 조경숙, 선길균                 | 다큐멘터리     |
| 1 월   | 17일                            | 〈그것만이 내 세상〉                                                        | (주)JK필름 CJ 엔터테인먼트                                                | 감독 최성현 출연 이병헌, 윤여정, 박정민                 | 코미디         |
| 1 월   | 17일                            | 〈돌아와요 부산항애〉                                                       | (주)블랙홀엔터테인먼트 나이너스엔터테인먼트(주)                           | 감독 박희준 출연 성훈, 조한선, 윤소이                   | 범죄, 액션     |
| 1 월   | 18일                            | 〈파란 입이 달린 얼굴〉                                                     | 냉이영화 씨네소파                                                         | 감독 김수정 출연 장리우, 진용욱, 김새벽                 | 드라마         |
| 1 월   | 18일                            | 〈피의 연대기〉                                                             | 킴 프로덕션 KT&G 상상마당                                                 | 감독 김보람 출연 여경주, 김보람, 심이안                 | 다큐멘터리     |
| 1 월   | 24일                            | 〈1급기밀〉                                                                 | (주)미인픽쳐스 리틀빅픽쳐스                                               | 감독 홍기선, 이은 출연 김상경, 김옥빈, 최무성           | 드라마         |
| 1 월   | 24일                            | 〈비밥바룰라〉                                                              | 영화사 김치(주) 씨네그루(주)키다리이엔티                                  | 감독 이성재 출연 박인환, 신구, 임현식, 윤덕용           | 코미디         |
| 1 월   | 25일                            | 〈공동정범〉                                                                | 연분홍치마 (주)엣나인필름 , (주)시네마달                                  | 감독 김일란 출연 이충연, 김주환, 김창수                 | 다큐멘터리     |
| 1 월   | 25일                            | 〈극장판 레이디버그: 미라클스톤의 비밀〉                                    | (주)삼지애니메이션                                                        | 감독 토마스 아스트뤽 출연 여민정, 남도형 (더빙)         | 애니메이션     |
| 1 월   | 25일                            | 〈반도에 살어리랏다〉                                                       | 스튜디오 수집 씨앗, 독립애니메이션 배급                                   | 감독 이용선 출연 이승행, 이용우, 오가빈                 | 코미디         |
| 1 월   | 31일                            | 〈누에치던 방〉                                                             | 윈드웰러스 필름, 키스톤 필름, 영화사 잠 서울독립영화제 , 무브먼트         | 감독 이완민 출연 이상희, 홍승이, 김새벽                 | 드라마         |
| 1 월   | 31일                            | 〈염력〉                                                                    | (주)영화사 레드피터 (주)NEW                                               | 감독 연상호 출연 류승룡, 심은경, 박정민                 | 코미디         |
| 2 월   |                                 |                                                                             |                                                                           |                                                         |                |
| 8일    | 〈조선명탐정: 흡혈괴마의 비밀〉 | 청년필름 (주)쇼박스                                                         | 감독 김석윤 출연 김명민, 오달수, 김지원                                   | 모험, 코미디                                            |                |
| 8일    | 〈터닝메카드 W: 반다인의 비밀〉 | (주)희원엔터테인먼트 (주)제이앤씨미디어그룹                                 | 감독 홍헌표                                                               | 애니메이션                                              |                |
| 14일   | 〈골든 슬럼버〉                 | 영화사 집 CJ 엔터테인먼트                                                   | 감독 노동석 출연 강동원, 김의성, 한효주                                   | 범죄, 드라마                                            |                |
| 14일   | 〈전설의 고향〉                 | (주)아피아스튜디오                                                          | 감독 원일구 출연 변우민, 지대한                                           | 코미디                                                  |                |
| 14일   | 〈흥부: 글로 세상을 바꾼 자〉   | (주)영화사 궁, (주)발렌타인필름 롯데엔터테인먼트                            | 감독 조근현 출연 정우, 김주혁                                             | 사극                                                    |                |
| 22일   | 〈환절기〉                      | 명필름랩 (주)리틀빅픽처스                                                   | 감독 이동은 출연 배종옥, 이원근, 지윤호                                   | 드라마                                                  |                |
| 22일   | 〈게스트하우스〉                | 하준사                                                                      | 감독 조성규 출연 김성제, 치순, 김강현                                     | 드라마, 로맨스                                          |                |
| 22일   | 〈라라〉                        | (주)도너츠컬처 (주)영화사 그램                                              | 감독 한상희 출연 정채연, 산이, 치푸                                       | 드라마, 로맨스                                          |                |
| 28일   | 〈게이트〉                      | 삼삼공구 브라더스 (주)제이앤씨미디어그룹                                    | 감독 신재호 출연 정려원, 임창정, 정상훈                                   | 범죄, 코미디                                            |                |
| 28일   | 〈궁합〉                        | (주)주피터필름 (주) CJ E&M                                                  | 감독 홍창표 출연 심은경, 이승기                                           | 코미디, 드라마                                          |                |
| 28일   | 〈리틀 포레스트〉               | (주)영화사수박 메가박스                                                     | 감독 임순례 출연 김태리, 류준열, 문소리, 진기주                           | 드라마                                                  |                |
| 3 월   |                                 |                                                                             |                                                                           |                                                         |                |
| 7일    | 〈사라진 밤〉                   | (주)싸이더스, (주)엠씨엠씨, (주)더블앤조이픽쳐스 씨네그루, (주)키다리이엔티 | 감독 이창희 출연 김상경, 김강우, 김희애                                   | 스릴러                                                  |                |
| 7일    | 〈우리는 썰매를 탄다〉          | 태흥영화(주) (주)콘텐츠 난다간다                                            | 감독 김경만 출연 정승환, 이종경, 한민수                                   | 다큐멘터리                                              |                |
| 8일    | 〈괴물들〉                      | (주)케이프로덕션, 버티고필름, 플로우식스(주) (주)리틀빅픽쳐스               | 감독 김백준 출연 이원근, 이이경, 박규영, 오승훈                           | 드라마                                                  |                |
| 8일    | 〈바나나쏭의 기적〉             | 바른미디어 (주) 영화사 그램                                                 | 감독 송우용, 지혜원 출연 김재창                                           | 다큐멘터리                                              |                |
| 8일    | 〈애국청년 변희재〉             | 노네임 필름                                                                 | 감독 강의석                                                               | 다큐멘터리                                              |                |
| 8일    | 〈예스 평창〉                   | 명작엔터테인먼트(주) 시네마 뉴원                                            | 감독 백철기 출연 박용성, 최문순, 이광재, 박선규                           | 다큐멘터리                                              |                |
| 14일   | 〈지금 만나러 갑니다〉          | (주)무비락, (주)도서관옆스튜디오. (주)푸른나무픽쳐스 롯데엔터테인먼트       | 감독 이장훈 출연 소지섭, 손예진, 김지환, 고창석                           | 멜로/로맨스                                             |                |
| 14일   | 〈치즈인더트랩〉                | 마운틴무브먼트스토리 (주)리틀빅픽쳐스                                       | 감독 김제영 출연 박해진, 오연서 박기웅, 유인영                            | 멜로/로맨스                                             |                |
| 15일   | 〈엄마의 공책〉                 | (주)영화사 조아 아이 엠                                                     | 감독 김성호 출연 이주실, 이종혁                                           | 드라마, 가족                                            |                |
| 15일   | 〈일진〉                        | (주)리필름 (주)드림팩트엔터테인먼트                                         | 감독 이수성 출연 이승용, 고진수, 여주영, 김민                             | 액션                                                    |                |
| 22일   | 〈미니특공대X〉                 | (주)삼지애니메이션                                                          | 감독 이영준 성우 엄상현, 전태열, 이소영, 신용우                           | 애니메이션                                              |                |
| 22일   | 〈소공녀〉                      | 광화문시네마 CGV 아트하우스                                                 | 감독 전고운 출연 이솜, 안재홍                                             | 멜로/로맨스                                             |                |
| 22일   | 〈운동회〉                      | 영화사 질주 (주)리틀빅픽쳐스                                                | 감독 김진태 출연 김수안, 양지웅, 이정비, 최혁                             | 가족                                                    |                |
| 22일   | 〈타클라마칸〉                  | (주)영화공장 (주)드림팩트엔터테인먼트                                       | 감독 고은기 출연 조성하, 하윤경                                           | 드라마                                                  |                |
| 28일   | 〈7년의 밤〉                    | (주)CJ E&M, 폴룩스픽쳐스 (주)CJ E&M                                         | 감독 추창민 출연 류승룡, 장동건, 송새벽, 고경표                           | 스릴러, 드라마                                          |                |
| 28일   | 〈곤지암〉                      | (주)하이미디어코프 쇼박스                                                   | 감독 정범식 출연 위하준, 박지현, 오아연, 문예원                           | 공포                                                    |                |
| 4 월   | 5일                             | 〈대부업자: 소울 앤 캐시〉                                                  | 영화사 이지, 한국영상대학교, (주)컴퍼니글로벌 (주)스토리제이              | 감독 최우제 출연 동방우, 박철민, 장혁진                 | 코미디         |
| 4 월   | 5일                             | 〈덕구〉                                                                    | (주)영화사두둥, (주)곰픽쳐스 메가박스                                     | 감독 방수인 출연 이순재, 정지훈                         | 드라마         |
| 4 월   | 5일                             | 〈바람 바람 바람〉                                                          | (주)하이브미디어코프 (주)NEW                                              | 감독 이병헌 출연 이성민, 신하균, 송지효, 이엘           | 코미디         |
| 4 월   | 5일                             | 〈번개맨과 신비의 섬〉                                                      | (주)힘컨텐츠, EBS (주)힘컨텐츠, (주)디스테이션                            | 감독 김지열 성우 서홍석, 유수호, 최오식                 | 뮤지컬, 기족   |
| 4 월   | 12일                            | 〈그날, 바다〉                                                              | 프로젝트 부 (주)엣나잇필름                                                | 감독 김지영 성우 정우성                                 | 다큐멘터리     |
| 4 월   | 12일                            | 〈눈꺼풀〉                                                                  | (주)자파리필름 영화사 진진                                                | 감독 오멸 출연 문석범, 성민철, 이상희, 강희             | 드라마         |
| 4 월   | 12일                            | 〈머니백〉                                                                  | (주)젠픽쳐스 (주)리틀빅픽쳐스                                             | 감독 허준형 출연 김무열, 박희순, 이경영, 전광렬         | 액션           |
| 4 월   | 12일                            | 〈아버지를 찾아서〉                                                         | (주)스위시 (주)드림팩트엔터테인먼트                                       | 감독 김무은 출연 강병호, 김문현                         | 다큐멘터리     |
| 4 월   | 12일                            | 〈호랑이보다 무서운 겨울손님〉                                              | 영화사 벽돌 그린나래미디어(주), 무브먼트                                  | 감독 이광국 출연 고현정, 이진욱                         | 멜로/로맨스    |
| 4 월   | 19일                            | 〈나를 기억해〉                                                             | 오아시스이엔티 씨네그루(주), 키다리이엔티                                 | 감독 이한욱 출연 이유영, 김희원                         | 미스터리       |
| 4 월   | 19일                            | 〈당신의 부탁〉                                                             | (주)명필름 CGV 아트하우스                                                 | 감독 이동은 출연 임수정, 윤찬영                         | 드라마         |
| 4 월   | 19일                            | 〈무문관〉                                                                  | TBC 영화사 마농                                                           | 감독 박대원 성우 김명수                                 | 다큐멘터리     |
| 4 월   | 19일                            | 〈수성못〉                                                                  | 한국영화아카데미 (주)인디스토리                                           | 감독 유지열 출연 이세영, 김현준, 남태부                 | 드라마         |
| 4 월   | 19일                            | 〈원죄〉                                                                    | 엠에스케이컨텐츠 이언픽쳐스                                               | 감독 문신구 출연 김산옥, 백승철, 이현주                 | 드라마         |
| 4 월   | 19일                            | 〈파파 오랑후탄〉                                                           | 시네마미션 파이오니아21                                                   | 감독 이성관                                             | 다큐멘터리     |
| 4 월   | 25일                            | 〈살인소설〉                                                                | (주)페퍼민트앤컴퍼니 (주)스톰픽쳐스코리아                                 | 감독 김진묵 출연 지현우, 오만석, 이은우, 김학철, 조은지 | 스릴러         |
| 4 월   | 25일                            | 〈신 전래동화〉                                                             | (주)스토리제이                                                            | 감독 이상훈 출연 재희, 유다미, 윤기원                   | 코미디         |
| 4 월   | 25일                            | 〈클레어의 카메라〉                                                         | (주)영화제작전원사 (주)영화제작전원사, (주)콘텐츠판다, 무브먼트           | 감독 홍상수 성우 김명수                                 | 드라마         |
| 4 월   | 26일                            | 〈그날의 기억〉                                                             | 도너츠엔터테인먼트, (주)세발자전거 엔터테인먼트 (주)액티버스엔터테인먼트  | 감독 김동후 출연 김강일, 서이숙, 김나온                 | 드라마         |
| 4 월   | 26일                            | 〈다시..올래〉                                                              | 가영만사 필름 (주)콘텐츠윙                                                | 감독 김충녕 출연 이채은, 신유주, 윤준호                 | 드라마         |
| 5 월   | 1일                             | 〈챔피언〉                                                                  | (주)코코너 워너브라더스 코리아(주)                                        | 감독 김용완 출연 마동석, 권율, 한예리                   | 드라마         |
| 5 월   | 9일                             | 〈레슬러〉                                                                  | (주)안나푸르나필름 (주)롯데엔터테인먼트                                   | 감독 김대웅 출연 유해진, 김민재, 이성경                 | 드라마, 코미디 |
| 5 월   | 9일                             | 〈오아시스 세탁소〉                                                         | (주)씨엠닉스                                                              | 감독 권중목 출연 조준형, 문상희, 정래석                 | 드라마         |
| 5 월   | 10일                            | 〈해원〉                                                                    | (주)레드무비                                                              | 감독 구자환                                             | 다큐멘터리     |
| 5 월   | 16일                            | 〈임을 위한 행진곡〉                                                        | 주식회사 무당벌레필름, (주)알앤오엔터테인먼트 (주)알앤오엔터테인먼트      | 감독 박기복 출연 김꽃비, 김부선, 전수현, 김채희         | 다큐멘터리     |
| 5 월   | 17일                            | 〈5.18 힌츠페터 스토리〉                                                    | KBS (주)드림팩트엔터테인먼트                                              | 감독 장영주 출연 위르겐 힌츠페터, 성우 조성하           | 다큐멘터리     |
| 5 월   | 17일                            | 〈마중: 커피숍 난동 수다 사건〉                                             | 자메이크 필름 (주)콘텐츠윙                                                | 감독 임혜영 출연 김준한, 류대식, 문웅기                 | 코미디, 드라마 |
| 5 월   | 17일                            | 〈버닝〉                                                                    | 파인하우스필름(주) CGV 아트하우스                                         | 감독 이창동 출연 유아인, 스티븐 연, 전종서              | 미스터리       |
| 5 월   | 21일                            | 〈아웃도어 비긴즈〉                                                         | 노센스필름 스윤                                                           | 감독 임진승 출연 조덕제, 영건, 연송하                   | 코미디, 스릴러 |
| 5 월   | 22일                            | 〈독전〉                                                                    | (주)용필름 (주)NEW                                                        | 감독 이해영 출연 조진웅, 류준열, 김주혁, 김성령         | 범죄, 액션     |
| 5 월   | 24일                            | 〈다이빙벨 그후〉                                                           | (주)씨네포트                                                              | 감독 이상호 출연 이용관, 김지석, 오석근                 | 다큐멘터리     |
| 5 월   | 24일                            | 〈서산개척단〉                                                              | (주)훈프로 (주)인디플러그                                                 | 감독 이조훈 출연 정영철, 하용복, 윤기숙                 | 다큐멘터리     |
| 5 월   | 24일                            | 〈열대야〉                                                                  | 이상우 필름                                                               | 감독 김헌                                               | 드라마         |
| 5 월   | 24일                            | 〈오목소녀〉                                                                | (주)인디스토리                                                            | 감독 백승화 출연 박세완, 안우연                         | 드라마         |
| 5 월   | 30일                            | 〈데자뷰〉                                                                  | (주)스톰픽쳐스코리아, (주)원픽쳐스 씨네그루(주)키다리엔티                 | 감독 고경민 출연 남규리, 이철희, 이규한                 | 미스터리       |
| 5 월   | 30일                            | 〈홈〉                                                                      | (주)아토, 큐브이미지웍스 (주)리틀빅픽쳐스                                 | 감독 김종우 출연 이효제, 허준석, 임태풍                 | 가족, 드라마   |
| 5 월   | 31일                            | 〈남자와 여자〉                                                             | 더블엔비컴퍼니(주) (주)영화사 그램                                        | 감독 주목 출연 이상현, 고애리                           | 드라마         |
| 5 월   | 31일                            | 〈참외향기〉                                                                | (주)더블에스 (주)영화사 그램                                              | 감독 김우석 출연 지대한, 동방우, 김경룡                 | 드라마         |
| 6 월   |                                 |                                                                             |                                                                           |                                                         |                |
| 7 일   | 〈탐정: 리턴즈〉                | (주)크리픽쳐스 CJ 엔터테인먼트                                              | 감독 이언희 출연 권상우, 성동일                                           | 코미디, 범죄                                            |                |
| 20일   | 〈여중생A〉                     | (주)영화사울림, 네이버웹툰 롯데컬처웍스(주), 롯데엔터테인먼트               | 감독 이경섭 출연 김환희, 김준면                                           | 드라마                                                  |                |
| 21일   | 〈게이트-완결판〉               | 삼삼공구 브라더스 (주)제이앤씨미디어그룹                                    | 감독 신재호 출연 임창정, 정려원, 정상훈                                   | 범죄                                                    |                |
| 21일   | 〈더 펜션〉                     | (주)조이래빗, (주)제이콘컴퍼니 (주)영화사오원                               | 감독 류장하, 양종현, 윤창모, 정허덕재 출연 조재윤, 조한철, 박효주, 박혁권 | 드라마                                                  |                |
| 21일   | 〈튼튼이의 모험〉               | CGV아트하우스 (주)인디스토리                                                | 감독 고봉수 출연 김충길, 백승환                                           | 코미디                                                  |                |
| 27일   | 〈마녀〉                        | (주)영화사 금월, (주)페퍼민트앤컴퍼니 워너브라더스 코리아(주)               | 감독 박훈정 출연 김다미, 조민수, 박희순, 최우식                           | 미스터리                                                |                |
| 27일   | 〈허스토리〉                    | (주)수필름 (주)NEW                                                          | 감독 민규동 출연 김희애, 김해숙                                           | 드라마                                                  |                |
| 28일   | 〈그림자 먹는 개〉              | 스튜디오 사이 영화사 마농(주)                                               | 감독 최나니 출연 서갑숙, 김남오                                           | 드라마                                                  |                |
| 28일   | 〈나와 봄날의 약속〉            | (주)마일스톤컴퍼니 씨네그루(주), 키다리이엔티                               | 감독 백승빈 출연 김성균, 장영남, 강하늘                                   | 미스터리                                                |                |
| 28일   | 〈너와 극장에서〉               | 서울독립영화제                                                              | 감독 유지영, 정가영, 김태진 출연 김예은, 이태경, 박현영                   | 드라마 (옴니버스)                                       |                |
| 28일   | 〈메멘토모리〉                  | (주)아이엠티브이, 파인스토리 (주)마노엔터테인먼트                           | 감독 이철민 출연 황승언, 재희, 김호정                                     | 스릴러                                                  |                |
| 28일   | 〈애연〉                        | (주)케이알씨지                                                              | 감독 이숭환                                                               | 멜로/로맨스                                             |                |

### 하반기
| 개봉일 | 개봉일 | 제목                                      | 제작/배급                                           | 제작진                      | 장르                         |
| ------ | ------ | ----------------------------------------- | --------------------------------------------------- | --------------------------- | ---------------------------- |
| 7 월   | 4일    | 〈변산〉                                  | 변산문화산업전문(유)                                | 감독 이준익                 | 드라마                       |
| 7 월   | 12일   | 〈식구〉                                  | 동우하 팩토리                                       | 감독 임영훈                 | 드라마                       |
| 7 월   | 13일   | 〈속닥속닥〉                              | (주)파이브데이                                      | 감독 최상훈                 | 공포(호러), 미스터리         |
| 7 월   | 18일   | 〈독전: 익스텐디트 컷〉                   | 용필름                                              | 감독 이해영                 | 범죄, 액션                   |
| 7 월   | 25일   | 〈해적왕 작스톰〉                         | (주)삼지애니메이션                                  | 감독 필립 귀엔              | 애니메이션                   |
| 7 월   | 25일   | 〈인랑〉                                  | (주)루이스 픽쳐스                                   | 감독 김용화                 | SF, 액션                     |
| 7 월   | 25일   | 〈신비아파트: 금빛 도깨비와 비밀의 동굴〉 | 씨제이이앤엠(주) (주)칵데일 미디어                  | 감독 김병갑                 | 애니메이션, 판타지, 어드벤처 |
| 8 월   | 1일    | 〈신과 함께 - 인과 연〉                   | 리얼라이즈픽쳐스(주) (주)덱스터스튜디오             | 감독 김용화                 | 판타지, 드라마               |
| 8 월   | 1일    | 〈극장판 헬로카붓 : 백악기 시대〉         | (주)초이락컨텐츠팩토리                              | 감독 최선규, 김진철         | 애니메이션                   |
| 8 월   | 8일    | 〈공작〉                                  | (주)영화사 월광 (주)사나이픽처스                    | 감독 윤종빈                 | 드라마                       |
| 8 월   | 14일   | 〈22〉                                    | (주)아시아홈 엔터테인먼트                           | 감독 궈커                   | 다큐멘터리                   |
| 8 월   | 15일   | 〈목격자〉                                | (주)에이디사공육                                    | 감독 조규장                 | 스럴리                       |
| 8 월   | 15일   | 〈오장군의 발톱〉                         | 상남영화제작소                                      | 감독 김재한                 | 전쟁, 드라마, 판타지         |
| 8 월   | 15일   | 〈카운터스〉                              | exposed film                                        | 감독 이일하                 | 다큐멘터리, 액션             |
| 8 월   | 16일   | 〈소성리〉                                | 오지필름                                            | 감독 박배일                 | 다큐멘터리                   |
| 8 월   | 22일   | 〈너의 결혼식〉                           | (주)필름케이 (주)외유내강                           | 감독 이석근                 | 멜로, 로맨스                 |
| 8 월   | 23일   | 〈어른도감〉                              | 한국영화아카데미                                    | 감독 김인선                 | 코미디, 드라마               |
| 8 월   | 28일   | 〈미친도시〉                              | (주)케이엠스타                                      | 감독 장태령                 | 드라마                       |
| 8 월   | 30일   | 〈대관람차〉                              | 우주레이블                                          | 감독 백재호, 이희섭         | 드라마                       |
| 9 월   | 6일    | 〈딥〉                                    | (주)영화공장 하준사                                 | 감독 조성규                 | 멜로, 로맨스, 스럴리         |
| 9 월   | 6일    | 〈나비잠〉                                | (주)영화사조이                                      | 감독 정재은                 | 멜로, 로맨스                 |
| 9 월   | 12일   | 〈물괴〉                                  | (주)태원엔터테인먼트                                | 감독 허종호                 | 액션, 사극                   |
| 9 월   | 13일   | 〈봄이가도〉                              | 왕십리픽쳐스                                        | 감독 장준엽, 진청하, 전신환 | 드라마                       |
| 9 월   | 13일   | 〈죄 많은 소녀〉                          | 한국영화아카데미                                    | 감독 김의석                 | 드라마, 미스터리             |
| 9 월   | 19일   | 〈협상〉                                  | (주)제이케이필름 그리고픽처스 씨제이이앤엠(주)      | 감독 이종석                 | 범죄                         |
| 9 월   | 19일   | 〈안시성〉                                | (주)영화사수작 (주)스튜디오앤뉴 (주)모티브랩        | 감독 김광식                 | 사극, 액션                   |
| 9 월   | 19일   | 〈명당〉                                  | (주)주피터필름                                      | 감독 박희곤                 | 사극                         |
| 9 월   | 20일   | 〈나부야 나부야〉                         |                                                     | 감독 최정우                 | 다큐멘터리                   |
| 9 월   | 26일   | 〈원더풀 고스트〉                         | (주)데이드림엔터테인먼트                            | 감독 조원희                 | 코미디, 드라마, 범죄         |
| 9 월   | 26일   | 〈춘천, 춘천〉                            | 붐내필름                                            | 감독 장우진                 | 드라마                       |
| 10 월  | 3일    | 〈암수살인〉                              | (주)필름295 (주)블러썸픽쳐스                        | 감독 김태균                 | 범죄, 드라마                 |
| 10 월  | 8일    | 〈뷰티풀 뱀파이어〉                       | (주)싸이런픽쳐스                                    | 감독 정은경                 | 판타지, 드라마, 멜로/로맨스  |
| 10 월  | 11일   | 〈걷기 좋은 날〉                          | (주)웃기씨네                                        | 감독 박용주                 | 드라마                       |
| 10 월  | 11일   | 〈미쓰백〉                                | 영화사 배                                           | 감독 이지원                 | 드라마                       |
| 10 월  | 18일   | 〈배반의 장미〉                           | (주)태원엔터테인먼트                                | 감독 박진영                 | 코미디                       |
| 10 월  | 25일   | 〈늦여름〉                                | 하준사                                              | 감독 조성규                 | 멜로, 로맨스                 |
| 10 월  | 25일   | 〈동화〉                                  | 영화사 손가락                                       | 감독 손일성                 | 드라마                       |
| 10 월  | 25일   | 〈이, 기적인 남자〉                       | 브릿지 프로덕션                                     | 감독 김재식                 | 드라마                       |
| 10 월  | 25일   | 〈집의 시간들〉                           |                                                     | 감독 라야                   | 다큐멘터리                   |
| 10 월  | 25일   | 〈창궐〉                                  | 리양필름(주) 영화사 이창                            | 감독 김성훈                 | 사극, 액션                   |
| 10 월  | 25일   | 〈풀잎들〉                                | (주)영화제작전원사                                  | 감독 홍상수                 | 드라마                       |
| 10 월  | 25일   | 〈60일의 썸머〉                           | (주)한영씨앤텍                                      | 감독 김희영                 | 드라마                       |
| 10 월  | 31일   | 〈완벽한 타인〉                           | (주)필름몬스터 드라마하우스                         | 감독 이재규                 | 드라마, 코미디               |
| 10 월  | 31일   | 〈폴란드로 간 아이들〉                    | 보아스필름                                          | 감독 추상미                 | 다큐멘터리, 드라마           |
| 10 월  | 31일   | 〈1991, 봄〉                              | (주)해밀픽쳐스                                      | 감독 권경원                 | 다큐멘터리                   |
| 11 월  | 1일    | 〈밤치기〉                                | (주)레진엔터테인먼트                                | 감독 정가영                 | 멜로/로맨스                  |
| 11 월  | 7일    | 〈동네사람들〉                            | (주)데이드림                                        | 감독 임진순                 | 액션, 스럴리                 |
| 11 월  | 8일    | 〈군산: 거위를 노래하다〉                 | (주)률필름 (주)백그림                               | 감독 장률                   | 드라마                       |
| 11 월  | 8일    | 〈여곡성〉                                | (주)발자국 공장                                     | 감독 유영선                 | 공포(호러), 미스터리         |
| 11 월  | 14일   | 〈출국〉                                  | (주)데이스이이디                                    | 감독 노규엽                 | 드라마                       |
| 11 월  | 15일   | 〈번 더 스테이지: 더 무비〉               |                                                     | 감독 박준수                 | 기타                         |
| 11 월  | 15일   | 〈마담 B〉                                |                                                     | 감독 윤재호                 | 다큐멘터리                   |
| 11 월  | 15일   | 〈인어전설〉                              | (주)자파리필름                                      | 감독 오멸                   | 코미디, 드라마               |
| 11 월  | 15일   | 〈해피 투게더〉                           | (주)골든스토리픽처스                                | 감독 김정환                 | 드라마, 코미디               |
| 11 월  | 21일   | 〈뷰티풀 데이즈〉                         | (주)페퍼민트앤컴퍼니                                | 감독 윤재호                 | 드라마                       |
| 11 월  | 22일   | 〈성난황소〉                              | (주)플러스미디어엔터테인먼트 (주)비에이엔터테인먼트 | 감독 김민호                 | 범죄, 액션                   |
| 11 월  | 22일   | 〈영주〉                                  |                                                     | 감독 차성덕                 | 드라마                       |
| 11 월  | 22일   | 〈하나식당〉                              | 에이케이엔터테인먼트(주)                            | 감독 최낙희                 | 드라마                       |
| 11 월  | 28일   | 〈국가부도의 날〉                         | 영화사 집                                           | 감독 최국희                 | 드라마                       |
| 11 월  | 28일   | 〈리스펙트〉                              | 라이브(주)                                          | 감독 심재희                 | 다큐멘터리                   |
| 11 월  | 29일   | 〈샘〉                                    | (주)모토                                            | 감독 황규일                 | 멜로/로맨스, 코미디, 드라마  |
| 11 월  | 29일   | 〈소녀의 세계〉                           |                                                     | 감독 안정민                 | 멜로/로맨스                  |
| 11 월  | 29일   | 〈천당의 밤과 안개〉                      |                                                     | 감독 정성일                 | 다큐멘터리                   |
| 12 월  | 5일    | 〈런닝맨 : 풀룰루의 역습〉                | (주)로커스                                          | 감독 윤준상                 | 애니메이션                   |
| 12 월  | 5일    | 〈번개맨의 비밀〉                         | 힘컴텐츠(주) 한국교육방송공사                       | 감독 강유선                 | 가족, 뮤지컬                 |
| 12 월  | 5일    | 〈도어락〉                                |                                                     | 감독 이권                   |                              |
| 12 월  | 6일    | 〈아메리카 타운〉                         |                                                     | 감독 전수일                 | 드라마                       |
| 12 월  | 6일    | 〈리벤져〉                                |                                                     | 감독 이승원                 | 액션                         |
| 12 월  | 6일    | 〈다영이〉                                |                                                     | 감독 고봉수                 | 드라마                       |
| 12 월  | 13일   | 〈어른이 되면〉                           |                                                     | 감독 장혜영                 | 다큐멘터리                   |
| 12 월  | 19일   | 〈마약왕〉                                |                                                     | 감독 우민호                 |                              |
| 12 월  | 19일   | 〈스윙키즈〉                              |                                                     | 감독 강형철                 |                              |
| 12 월  | 26일   | 〈PMC: 더 벙커〉                          |                                                     | 감독 김병우                 |                              |

## 같이 보기
- 2018년 대한민국의 영화

## 참고 자료
- KOFIC 영화데이터베이스